# Maavaafushi
Maavaafushi est une petite île inhabitée des Maldives.

## Géographie
Maavaafushi est située dans le centre des Maldives, dans l'Ouest de l'atoll Faadhippolhu, dans la subdivision de Lhaviyani. L'île apparaît dorénavant liée à sa plus grande voisine Kanifushi.